# Irssi
Irssi è un client IRC disponibile secondo la GNU General Public License.
Scritto in linguaggio C, utilizza un'interfaccia in modalità testuale; a differenza di altri client IRC di questo genere non si basa sul codice sorgente originale di ircII, ma è stato scritto ex novo; ciò ha consentito agli sviluppatori, in principio solo il programmatore finlandese Timo Sirainen (poi il gruppo si è allargato), di mantenere un controllo più serrato su funzionalità critiche come quelle legate alla sicurezza e alle personalizzazioni.
Irssi può venire configurato attraverso comandi impartiti attraverso l'interfaccia utente, in genere impostando delle variabili, o modificando manualmente i file di configurazione, che fanno uso di una sintassi simile a quella degli script Perl. Sempre in Perl è possibile estendere le funzionalità del programma, attraverso moduli aggiuntivi.

## Curiosità
Nel maggio 2002 fu scoperto che nello script autoconf di configurazione dei sorgenti era stata inserita una backdoor due mesi prima, il problema fu risolto in breve tempo.